# Terry Hart
Terry Jonathan Hart (Pittsburgh, 27 de outubro de 1946) é um ex-astronauta norte-americano.
Formado em engenharia, fez parte da reserva da Força Aérea dos Estados Unidos e foi piloto de Convair F-106 Delta Dart até 1973, servindo depois em outros tipos de aviões até sua entrada na NASA.
Hart entrou para a NASA em 1979 e foi parte da equipe de apoio às tripulações das três primeiras missões do ônibus espacial.
Em abril de 1984, ele foi ao espaço como tripulante da STS 41-C Challenger, uma missão de sete dias que consertou satélites em órbita usando a Unidade Portátil de Manobra, que permitia Atividades extra-veiculares sem o uso de cordões presos à Challenger.